# Kobylnice (okres Kutná Hora)
Kobylnice (německy Kobilnitz) jsou obec v okrese Kutná Hora asi 11 km severovýchodně od Kutné Hory. Žije zde 210 obyvatel.

## Historie
První písemná zmínka o obci pochází z roku 1306. Roku 1950 byla k obci Kobylnice připojena obec Lišice, dnes část obce Svatý Mikuláš.

### Územněsprávní začlenění
Dějiny územněsprávního začleňování zahrnují období od roku 1850 do současnosti. V chronologickém přehledu je uvedena územně administrativní příslušnost obce (osady) v roce, kdy ke změně došlo:
- 1850 země česká, kraj Pardubice, politický i soudní okres Kutná Hora[5]
- 1855 země česká, kraj Čáslav, soudní okres Kutná Hora
- 1868 země česká, politický i soudní okres Kutná Hora
- 1939 země česká, Oberlandrat Kolín, politický i soudní okres Kutná Hora[6]
- 1942 země česká, Oberlandrat Praha, politický i soudní okres Kutná Hora[7]
- 1945 země česká, správní i soudní okres Kutná Hora[8]
- 1949 Pražský kraj, okres Kutná Hora[9]
- 1960 Středočeský kraj, okres Kutná Hora
- 2003 Středočeský kraj, obec s rozšířenou působností Kutná Hora

### Rok 1932
Ve vsi Kobylnice (241 obyvatel) byly v roce 1932 evidovány tyto živnosti a obchody: výroba cementového zboží, obchod s dobytkem, hostinec, kolář, košíkář, kovář, krejčí, 16 rolníků, obchod se smíšeným zbožím, spořitelní a záložní spolek pro Kobylnice, Habrkovice a Lišice, švadlena, trafika, obchod se zemskými plodinami.

## Památky
- socha svatého Jana Nepomuckého
- silniční most přes Doubravu

## Doprava
Dopravní síť
- Pozemní komunikace – Obcí prochází silnice I/2 Praha - Kutná Hora - Kobylnice - Přelouč - Pardubice.

- Železnice – Železniční trať ani stanice na území obce nejsou.

Veřejná doprava 2011
- Autobusová doprava – V obci měly zastávky příměstské autobusové linky Kolín-Starý Kolín-Bernardov (v pracovní dny 4 spoje), Čáslav-Bernardov-Chvaletice (v pracovní dny 3 spoje) a Kutná Hora-Semtěš (v pracovní dny 5 spojů) (dopravce Veolia Transport Východní Čechy, a. s.). O víkendu byla obec bez dopravní obsluhy.

## Galerie

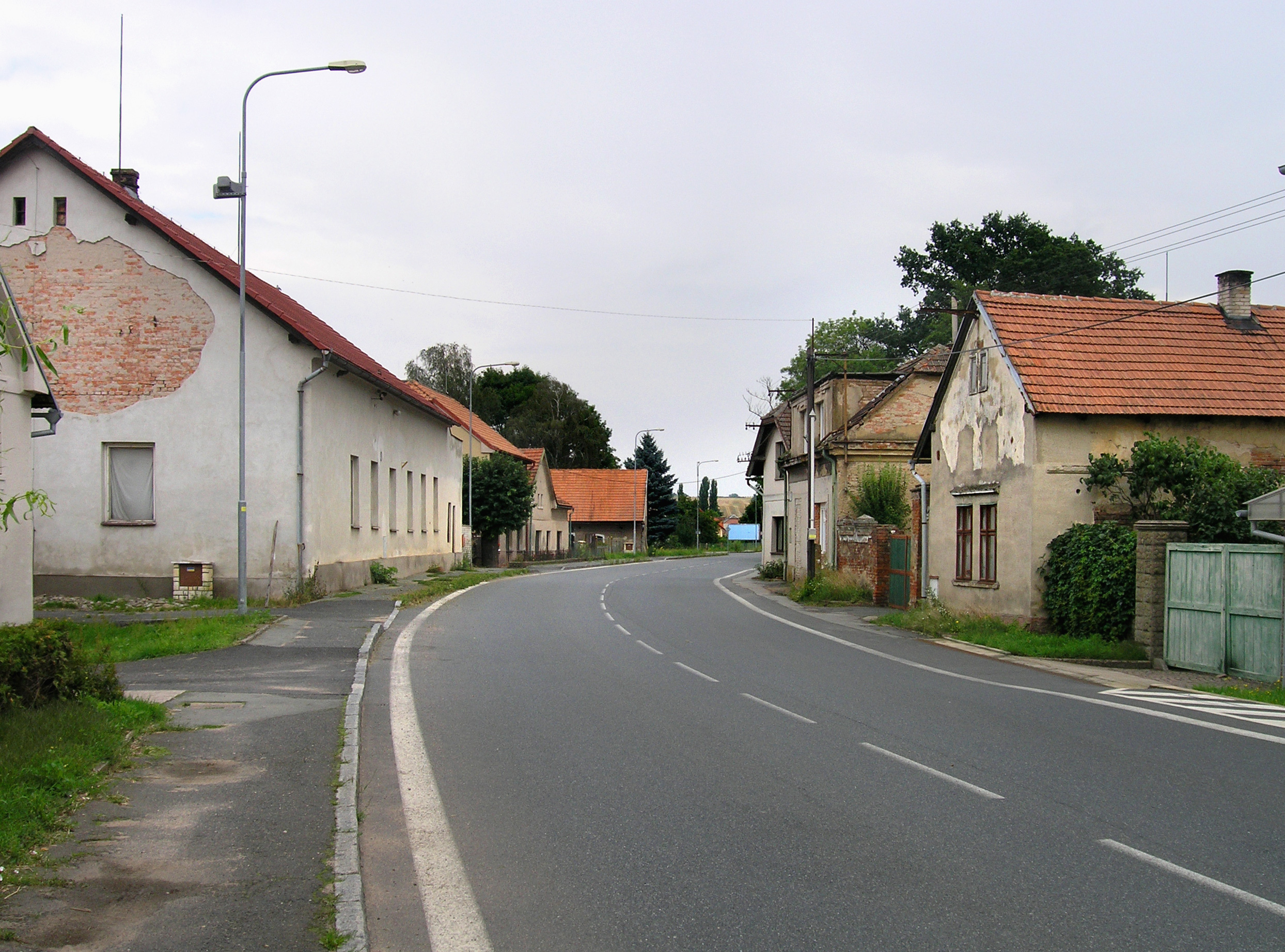
Silnice I/2
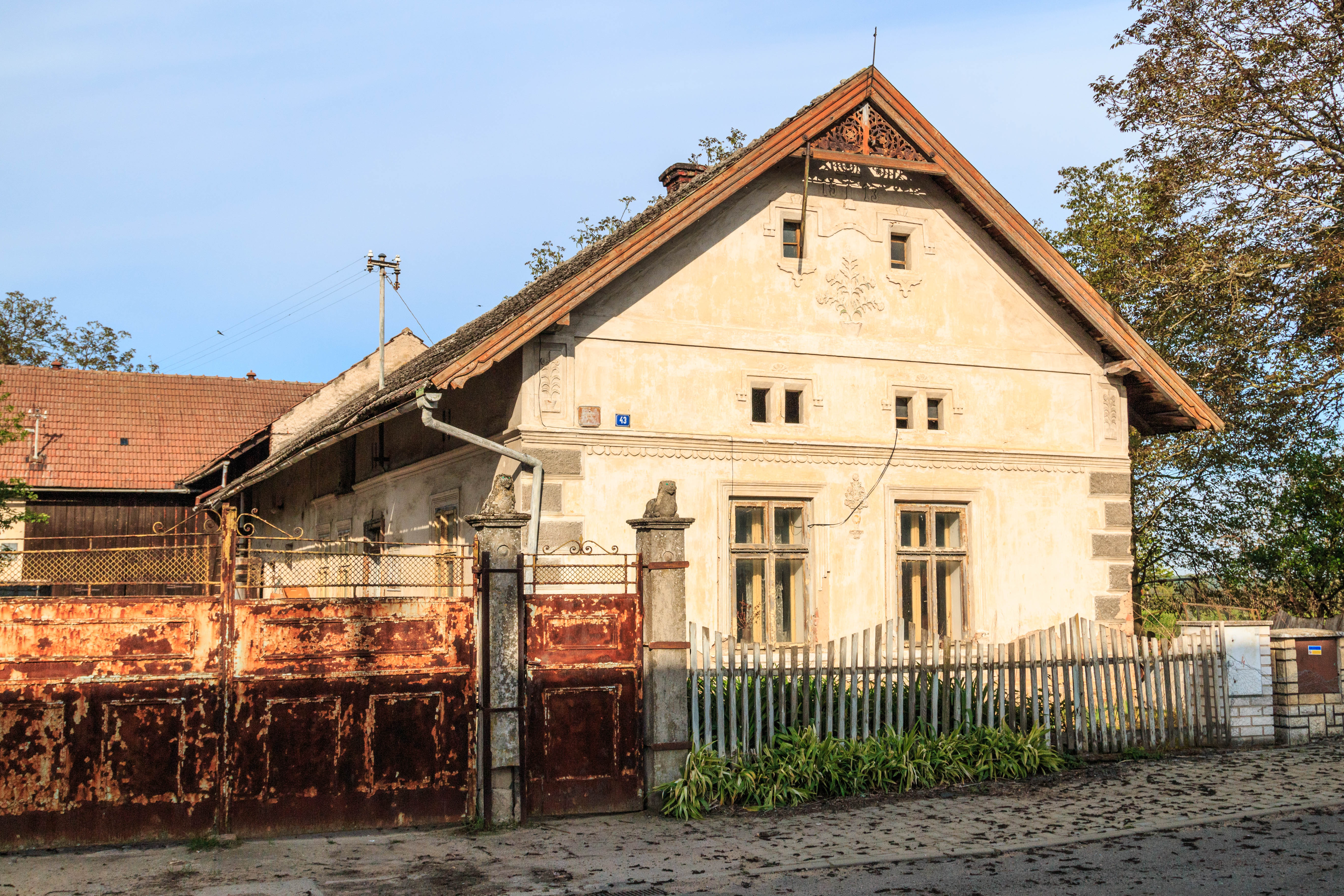
Kobylnice čp. 43
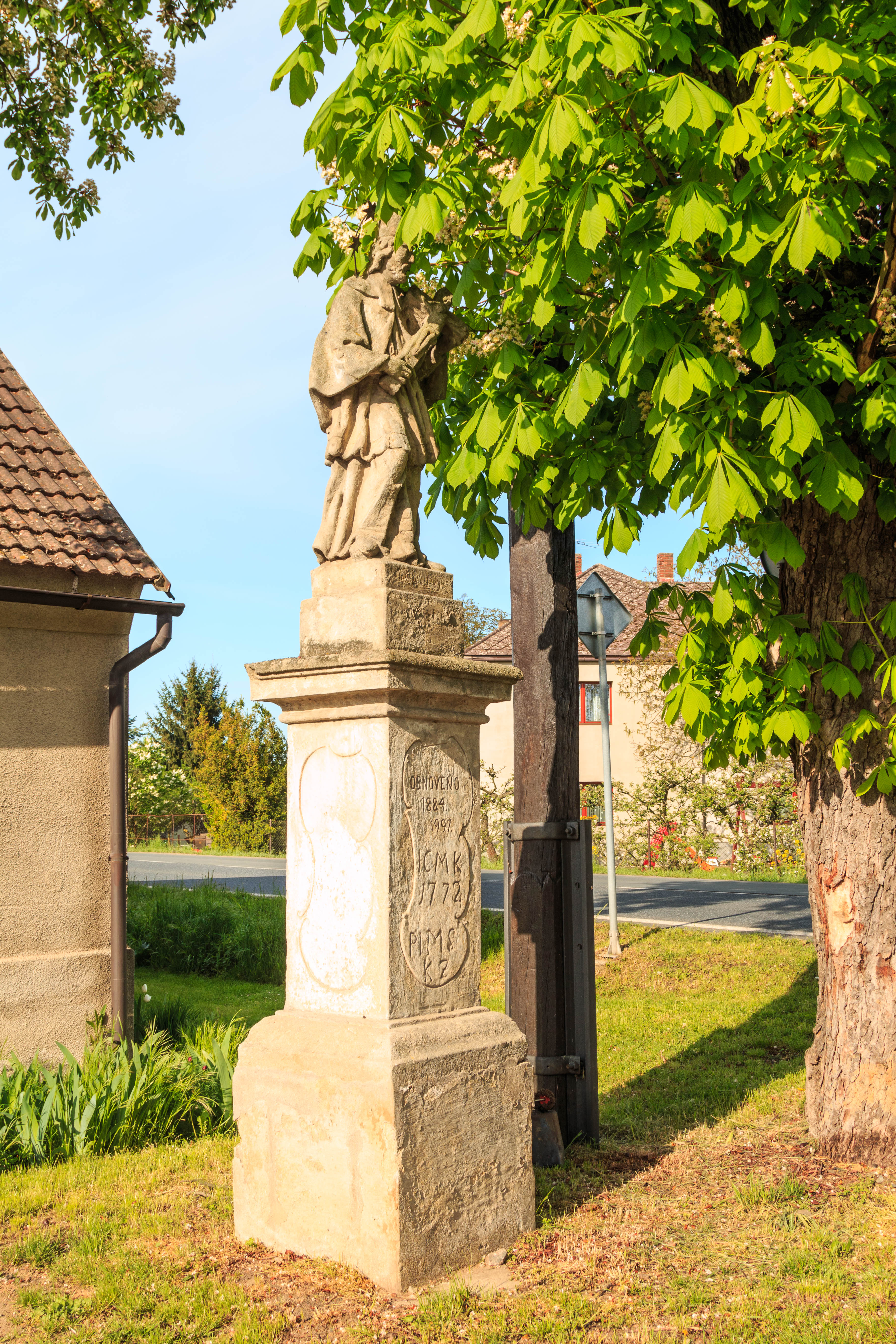
Socha svatého Jana Nepomuckého v Kobylnici
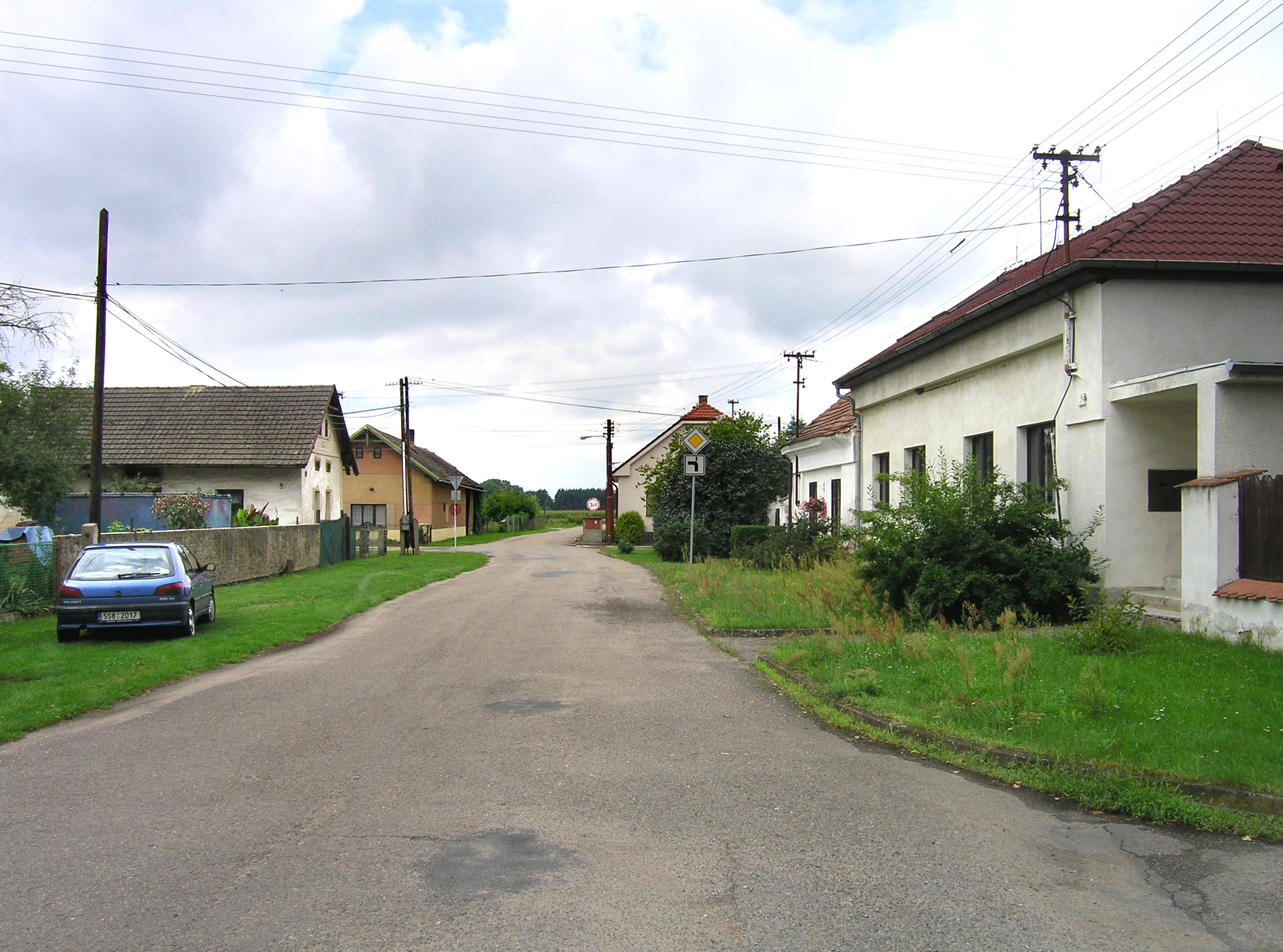
Severní část vesnice